# アビー・ダウ
アビー・ダウ（Abby Dow、1997年9月29日 - ）は、イングランドの女子ラグビーユニオン選手。

## プロフィール
- イングランド・スラウ出身[1]。
- ポジションはウィング(WTB)、フルバック(FB)。
- 身長 168cm、体重 72kg
- 女子イングランド代表キャップは20（2022年11月現在）。
- 2017年W杯の女子イングランド代表に選ばれた[2]。

## 略歴
2022年、ラグビーワールドカップ2021の女子イングランド代表に選ばれて、レッド・ローズ2大会連続準優勝に貢献。

## 受賞歴
- ワールドラグビー女子15人制ドリームチーム:2021年[4]・2022年[5]
- 国際ラグビー選手会女子トライ・オブ・ザ・イヤー:2022年